# One Missed Call 2
One Missed Call 2 é um filme de 2005, sequência de Chakushin Ari e seguido por One Missed Call: Final.

## Sinopse
Agora três pessoas (uma professora, um detetive e um homem comum) devem impedir um novo fantasma diferente de Mimiko (o fantasma do primeiro filme) chamado Li li, de espalhar mais mortes usando o mesmo método de Mimiko: ligando do futuro para os telefones das vítimas e em seguida as matando.

## Recepção crítica
De acordo com o Filmlexikon, o filme é "continuação de um filme de Takashi Miike que conta a mesma história com maus atores, e não acrescenta nada de novo ao cinema fantasma japonês."